# Thomas Jordier
Thomas Jordier (* 12. August 1994 in Noisy-le-Sec) ist ein französischer Leichtathlet, der hauptsächlich im 400-Meter-Lauf an den Start geht.

## Sportliche Laufbahn
Thomas Jordier tritt seit 2010 in Wettkämpfen in den Sprintdisziplinen an. 2011 gewann er die Bronzemedaille über 200 Meter bei den Französischen U18-Hallenmeisterschaften. Im Sommer trat er in Lille bei den U18-Weltmeisterschaften an. Dabei ging er zunächst im 400-Meter-Lauf an den Start und konnte in das Halbfinale einziehen. Darin lief er Bestzeit von 47,27 s und verpasste damit als Dritter seines Laufes knapp den Einzug in das Finale, in dem nur die zwei Besten der drei Läufe antraten. Insgesamt landete er am Ende auf dem siebten Platz. Drei Tage später war er Teil der französischen Mannschaft im ausgetragenen Staffelwettbewerb, mit der zusammen er die Bronzemedaille gewinnen konnte. Eine Woche nach den Jugendweltmeisterschaften wurde er Französischer U18-Meister über 400 Meter. 2012 gewann er auch in der höheren Altersklasse, bei den Französischen U20-Meisterschaften Gold über 400 Meter.
Bis 2013 steigerte Jordier seine Hallenbestzeit bei seinem Gewinn der Silbermedaille bei den nationalen Hallenmeisterschaften der Erwachsenen auf 46,89 s über 400 Meter und qualifizierte sich damit auch für die Halleneuropameisterschaften in Göteborg. Dort wurde er allerdings nach dem Vorlauf disqualifiziert. Im Sommer trat er in Rieti bei den U20-Europameisterschaften an. Zunächst im 400-Meter-Lauf, wobei er seine Bestzeit im Finale auf 46,21 s steigerte, die ihm den Gewinn der Bronzemedaille einbrachten. Damit stellte der ausgebildete Sportpädagoge damals einen neuen nationalen Juniorenrekord auf der zuvor 45 Jahre lang nicht unterboten worden war. Zwei Tage später lief er das Finale zusammen mit der 4-mal-400-Meter-Staffel, in dem das Quartett mit dem vierten Platz die Medaillenränge knapp verpasste. Auch dort gelang es in 3:05,41 min einen neuen Juniorenrekord Frankreichs aufzustellen. 2014 wurde Jordier Französischer U23-Hallenmeister über 400 Meter. Im Finale der Französischen Meisterschaften, bei denen er die Bronzemedaille gewann, verbesserte er sich erneut bis auf 46,00 s und empfahl sich damit auch ein Teil der Staffel bei den Europameisterschaften in Zürich zu werden. Mit dieser Trat er im August in der Schweiz an und konnte in das Finale einziehen, worin man mit einer Zeit von 2:59,89 min Bronze gewann.
2015 nahm Jordier zum zweiten Mal nach 2014 an den IAAF World Relays auf den Bahamas teil. Mit dem vierten Platz im Vorlauf konnte man in das B-Finale einziehen, worin man allerdings schließlich disqualifiziert wurde. Im Laufe der Saison steigerte er seine 400-Meter-Bestzeit auf 45,59 s und reiste damit zu den U23-Europameisterschaften nach Tallinn. Dort gelang es ihm im Finale seine Zeit nochmals bis 45,50 s zu steigern, mit der er den Europameistertitel gewinnen konnte. Seitdem steht diese Zeit als persönliche Bestzeit für ihn zu Buche. Auch mit der Staffel, nur einen Tag später, konnte er die Goldmedaille gewinnen. Ende August nahm er in Peking abermals mit der Staffel zum ersten Mal an Weltmeisterschaften teil und konnte mit dieser auf Anhieb das Finale erreichen, worin man den sechsten Platz belegte. 2016 wurde Jordier erstmals Französischer Meister. Anfang Juli nahm er an den Europameisterschaften in Amsterdam teil. Über 400 Meter genügten seine 46,24 s im Halbfinale nicht um in das Finale einzuziehen. Auch mit der Staffel verpasste man den Finaleinzug deutlich. Einen Monat später trat die Staffel auch bei den Olympischen Sommerspielen in Rio de Janeiro an. Dort lief man zwar in 3:00,82 min Saisonbestleistung, dennoch reichte der fünfte Platz im Vorlauf nicht aus, um in das Finale einzuziehen.
2017 wurde Jordier erstmals auch in der Halle Französischer Meister. Im März trat er bei den Halleneuropameisterschaften in Belgrad an. Über 400 Meter scheiterte er dabei als Vierter seines Laufes knapp am Finaleinzug. Mit der Staffel wurde er im Finale Vierter. Im April gelang es diesmal bei den IAAF World Relays in das Finale einzuziehen, worin man allerdings den achten und damit letzten Platz belegte. Mitte August nahm er in London mit der Staffel an seinen zweiten Weltmeisterschaften teil. Auch hier landete man nach dem Finallauf auf dem achten Platz. 2018 konnte Jordier jeweils in der Halle und in der Freiluft abermals bei den nationalen Meisterschaften siegen. Im Finale der 4-mal-400-Meter-Staffel bei den Europameisterschaften in Berlin verpasste man mit dem vierten Platz nur knapp die Medaillenränge. 2019 gewann er mit der Staffel die Bronzemedaille bei den Halleneuropameisterschaften in Glasgow. Ende September reiste er zu den Weltmeisterschaften nach Doha. Zunächst verpasste man im Mixed-Staffel-Wettbewerb den Finaleinzug. Mit der 4-mal-400-Meter-Staffel gelang es anschließend in das Finale einzuziehen, in dem man den sechsten Platz belegte.
2020 steigerte Jordier seine Hallenbestzeit auf 46,54 s und rückte damit auf den siebten Platz der nationalen Bestenliste in dieser Disziplin vor. 2021 verbesserte er sich bei den Französischen Hallenmeisterschaften auf 46,13 s und sicherte sich damit den Titel über 400 Meter. Im Juni steigerte er sich in Genf mit 45,49 auf eine neue Bestleistung. Als Teil der französischen 4-mal-400-Meter-Staffel qualifizierte er sich für die Olympischen Sommerspiele in Tokio. Dort verpasste man mit einer Zeit von 3:00,11 min im Vorlauf den Einzug in das Finale. 2022 nahm Jordier erneut mit der Staffel an den Weltmeisterschaften in den USA teil. Als Vierte ihres Vorlaufs erreichte die Staffel das Finale, das sie auf dem siebten Platz beendeten. Im August trat er bei den Europameisterschaften in München an. Ihm gelang es sowohl im Vor- als auch Halbfinallauf jeweils neue Bestzeiten aufzustellen, wodurch er das Finale erreichen konnte. Darin kam er dann nicht über den achten und letzten Platz hinaus. Anschließend trat er auch mit der Staffel an und konnte mit ihr, nach 2014 in Zürich, seine zweite EM-Bronzemedaille gewinnen.
Jordier wurde in den Jahren 2016, 2018 und 2022 französischer Meister im 400-Meter-Lauf sowie 2017, 2018 und 2021 französischer Hallenmeister.

## Wichtige Wettbewerbe
| Jahr                   | Veranstaltung               | Ort                    | Platz                  | Disziplin              | Zeit                   |
| Startet für Frankreich | Startet für Frankreich      | Startet für Frankreich | Startet für Frankreich | Startet für Frankreich | Startet für Frankreich |
| ---------------------- | --------------------------- | ---------------------- | ---------------------- | ---------------------- | ---------------------- |
| 2011                   | U18-Weltmeisterschaften     | Lille                  | 7.                     | 400 m                  | 47,27 s                |
| 2011                   | U18-Weltmeisterschaften     | Lille                  | 3.                     | Staffelwettbewerb      | 1:51,81 min            |
| 2013                   | Halleneuropameisterschaften | Göteborg               |                        | 400 m                  | DQ                     |
| 2013                   | U20-Europameisterschaften   | Rieti                  | 3.                     | 400 m                  | 46,21 s                |
| 2013                   | U20-Europameisterschaften   | Rieti                  | 4.                     | 4 × 400 m              | 3:05,41 min            |
| 2014                   | Europameisterschaften       | Zürich                 | 3.                     | 4 × 400 m              | 2:59,89 min            |
| 2015                   | U23-Europameisterschaften   | Tallinn                | 1.                     | 400 m                  | 45,50 s                |
| 2015                   | U23-Europameisterschaften   | Tallinn                | 1.                     | 4 × 400 m              | 3:04,92 min            |
| 2015                   | Weltmeisterschaften         | Peking                 | 6.                     | 4 × 400 m              | 3:00,65 min            |
| 2016                   | Europameisterschaften       | Amsterdam              | 17.                    | 400 m                  | 46,24 s                |
| 2016                   | Europameisterschaften       | Amsterdam              | 12.                    | 4 × 400 m              | 3:04,95 min            |
| 2016                   | Olympische Sommerspiele     | Rio de Janeiro         | 9.                     | 4 × 400 m              | 3:00,82 min            |
| 2017                   | Halleneuropameisterschaften | Belgrad                | 7.                     | 400 m                  | 47,49 s                |
| 2017                   | Halleneuropameisterschaften | Belgrad                | 4.                     | 4 × 400 m              | 3:08,99 min            |
| 2017                   | IAAF World Relays           | Nassau                 | 8.                     | 4 × 400 m              | 3:06,33 min            |
| 2017                   | Weltmeisterschaften         | London                 | 8.                     | 4 × 400 m              | 3:01,79 min            |
| 2018                   | Europameisterschaften       | Berlin                 | 4.                     | 4 × 400 m              | 3:02,08 min            |
| 2019                   | Halleneuropameisterschaften | Glasgow                | 3.                     | 4 × 400 m              | 3:07,71 min            |
| 2019                   | Weltmeisterschaften         | Doha                   | 12                     | 4 × 400 m Mixed        | 3:17,17 min            |
| 2019                   | Weltmeisterschaften         | Doha                   | 6.                     | 4 × 400 m              | 3:03,06 min            |
| 2021                   | Olympische Sommerspiele     | Tokio                  | 11.                    | 4 × 400 m              | 3:00,81 min            |
| 2022                   | Weltmeisterschaften         | Eugene                 | 7.                     | 4 × 400 m              | 3:01,35 min            |
| 2022                   | Europameisterschaften       | München                | 8.                     | 400 m                  | 45,67 s                |
| 2022                   | Europameisterschaften       | München                | 3.                     | 4 × 400 m              | 2:59,64 min            |

## Persönliche Bestleistungen
Freiluft
- 200 m: 21,00 s, 11. Juni 2022, Montpellier
- 400 m: 45,37 s, 16. August 2022, München

Halle
- 200 m: 21,11 s, 9. Februar 2020, St-Brieuc
- 400 m: 46,13 s, 20. Februar 2021, Miramas